# ディーン・ブード
ディーン・ブード（Dean Budd、1986年7月31日 - ）は、イタリアの元ラグビーユニオン選手。

## プロフィール
- ニュージーランド・ファンガレイ出身。
- ポジションはロック(LO)。
- 身長 195cm、体重 110kg
- イタリア代表通算キャップ数は29。
- ワールドカップ2019のイタリア代表に選ばれた[1]。

## 略歴
パーマストン・ノースボーイ高校、オークランド大学、オークランド、ブルーズ、ノースランドを経て、2011年、NECグリーンロケッツ(現・NECグリーンロケッツ東葛)に加入。同年10月29日に行われたジャパンラグビートップリーグ第1節の神戸製鋼コベルコスティーラーズ戦に途中出場で日本での公式戦初出場を果たす。 
2012年、NECグリーンロケッツを退団後、同年にはベネットンに加入。 
2017年、ベネットンの主将に就任した。
2020年、現役を引退した。